# Australopithecus anamensis
Australopithecus anamensis ist eine Art der ausgestorbenen Gattung Australopithecus aus der Familie der Menschenaffen. Fossilien, die dieser Art zugeordnet wurden, stammen aus rund 4 Millionen Jahre alten Fundschichten Ostafrikas.
Australopithecus anamensis gilt als die älteste Art der Australopithecinen und zugleich als die älteste unumstrittene Art der Hominini. Als sehr wahrscheinlich gilt ferner, dass Australopithecus anamensis und der jüngere Australopithecus afarensis zeitlich aufeinander folgende Schwester-Arten infolge Anagenese sind.

## Namensgebung
Australopithecus ist ein Kunstwort. Die Bezeichnung der Gattung ist abgeleitet von lat. australis („südlich“) und griechisch πίθηκος, altgr. ausgesprochen píthēkos („Affe“). Das Epitheton anam bedeutet in der Turkana-Sprache „See“ und verweist auf den Fundort am Turkana-See; Australopithecus anamensis bedeutet also „südlicher Affe vom See“.

## Erstbeschreibung
Als Holotypus von Australopithecus anamensis wurde in der Erstbeschreibung im Jahr 1995 der Unterkiefer KNM-KP 29281 vom Fundort Kanapoi beschrieben, dessen sämtliche Zähne erhalten geblieben sind, jedoch fehlen die Kiefergelenke. Weitere zur Definition der Art herangezogene Funde (Paratypen) sind u. a. die beiden zusammengehörigen Unterkiefer-Fragmente KNM-KP 29283 sowie die beiden Bruchstücke des Schienbeins KNM-KP 29285 (siehe Abbildungen von allen drei Fossilien im Kopf des Artikels); die Abkürzungen KNM-KP stehen für den Verwahrort der Fossilien, das Kenia National Museum, und für den Fundort Kanapoi.

## Funde

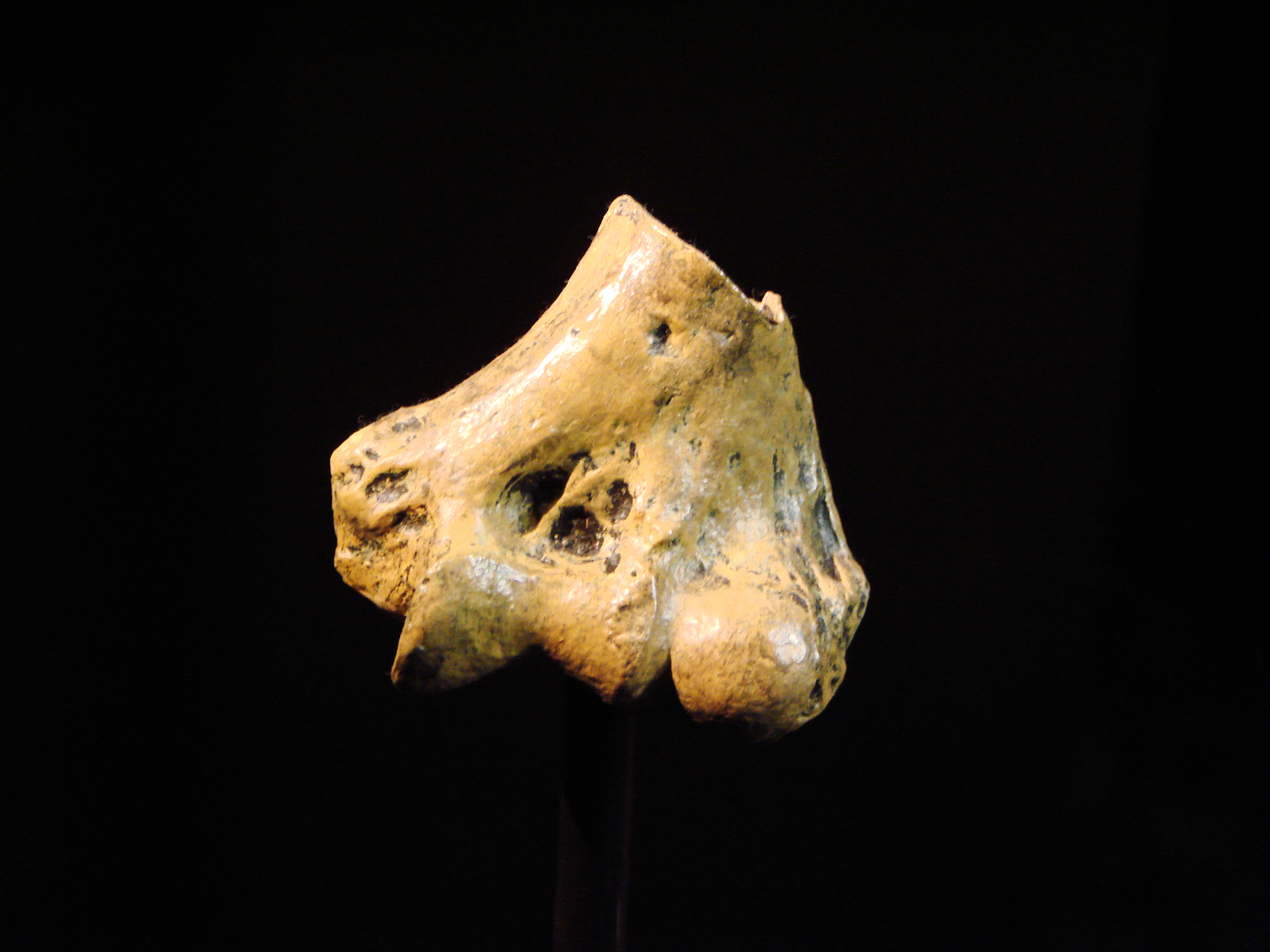
Das Oberarmknochen-Fragment KNM-KP 271 aus dem Bereich des Ellbogengelenks wurde bereits 1965 geborgen, zunächst aber keiner bestimmten Art zugeordnet.

Das erste, später zu Australopithecus anamensis gestellte Fossil, ein Bruchstück des unteren Endes von einem linken Oberarmknochen, wurde 1965 von Bryan Patterson in Kanapoi entdeckt und zunächst unter der Bezeichnung KNP 271 (später: KNM-KP 271) archiviert. Zwei Jahre später wurde es in der Fachzeitschrift Science als wahrscheinlich zur Gattung Australopithecus gehörig beschrieben, jedoch keiner bestimmten Art zugeordnet. 1982 wurde an der seit 1968 bekannten Fundstelle Allia Bay ein ähnlich alter, einzelner linker Molar (KNM-ER 7727) entdeckt, 1988 weitere Backenzähne, und 1994 schließlich in Kanapoi mehrere Oberkiefer- und Unterkiefer-Fragmente. Diese Zähne und ein Unterkiefer-Fragment wurden 1994 erstmals wissenschaftlich beschrieben und zurückhaltend in die verwandtschaftliche Nähe von Australopithecus afarensis gestellt.
Eine genaue Analyse der Kiefer und insbesondere der Fund des oberen und unteren Endes eines rechten Schienbeins (KNM-KP 29285) aus jeweils annähernd gleich alten Fundschichten, das dahingehend interpretiert wurde, dass sein Besitzer sich gewohnheitsmäßig auf zwei Beinen fortbewegte, veranlasste die Forscher um Meave Leakey und Alan Walker zu einer veränderten Sicht auf diese Fossilien: 1995 wurde daher in Nature auf Grundlage von 21 Fundstücken die Erstbeschreibung von Australopithecus anamensis publiziert.
Zwischen 1995 und 1997 wurden aus beiden kenianischen Fundstellen weitere Fossilien geborgen, die zu Australopithecus anamensis gestellt wurden. Auch aus ihnen wurde abgeleitet, dass Australopithecus anamensis „primitivere“ anatomische Merkmale als Australopithecus afarensis aufweise und daher als die früheste Art der Gattung Australopithecus eingeordnet werden könne.
Seit 2006 wurden im Verlauf mehrerer Grabungskampagnen im Afar-Dreieck (Äthiopien) zahlreiche Fragmente von mindestens acht Individuen geborgen, deren Alter vergleichbar ist mit den kenianischen Funden, und die deshalb ebenfalls Australopithecus anamensis zugeordnet wurden, darunter der größte bisher bekannte Eckzahn und der älteste Oberschenkelknochen eines Australopithecus.
Zu den bedeutendsten Funden zählt ein im Februar 2016 in der äthiopischen Grabungsstätte Woranso-Mille entdeckter Schädel (MRD-VP-1/1) mit teilweise erhaltenem Oberkiefer, dem ein Alter von rund 3,8 Millionen Jahre zugeschrieben wurde.

## Datierung
Die Mehrzahl aller im Umkreis des Turkana-Sees gefundenen Fossilien kann zuverlässig absolut datiert werden, da es in dieser Region wiederholt zu Vulkanausbrüchen gekommen ist. So liegt die Fundschicht der meisten zu Australopithecus anamensis gestellten Fossilien zwischen einem Basaltstrom und einer Ascheschicht (Tuff), die radiometrisch auf 4,35 und 3,89 Millionen Jahre datiert wurden. Wird zudem die Position innerhalb der – zwischen Basalt und Tuff – insgesamt 37 Meter hohen Fundschicht berücksichtigt, dann sind die Fossilien von Allia Bay und Kanapoi rund 3,95 Millionen Jahre alt. Die Funde aus Äthiopien konnten ebenfalls radiometrisch absolut datiert werden, sie sind rund 4,2 bis 4,1 Millionen Jahre alt. Im Jahr 2024 wurde ein Unterkiefer aus der Area 40 in Illeret, am nördlichen Ende des Turkana-See beschrieben. Dieser wurde auf ein Alter von 4,3 Millionen Jahren datiert und rückt Australopithecus anamensis nahe an die für Ardipithecus ramidus berechnete Lebenszeit.

## Merkmale

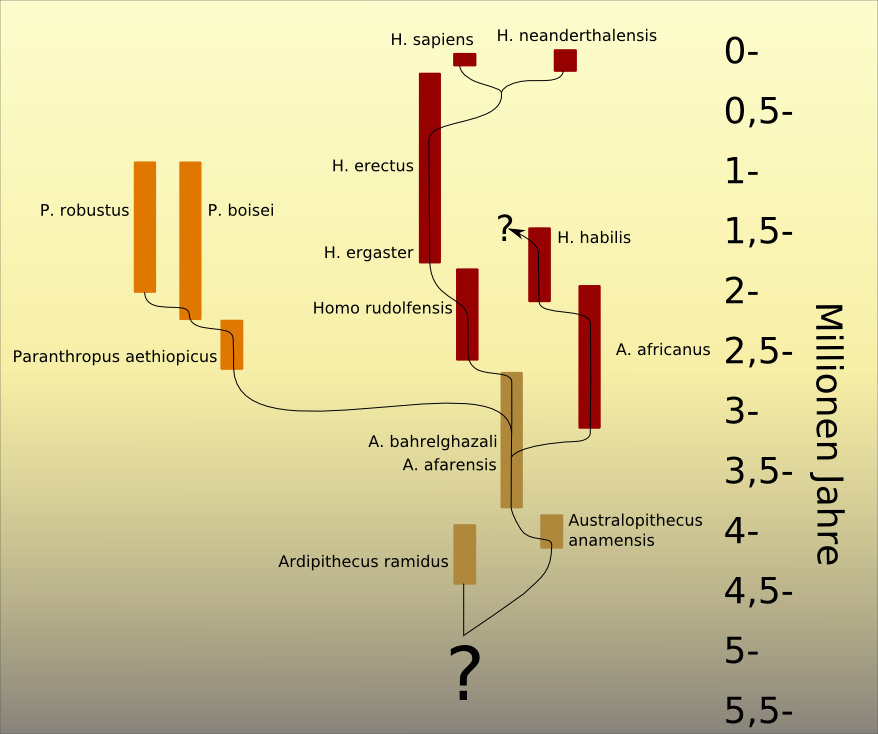
Hypothese zur Evolution der Australopithecinen, wie sie aufgrund der gegenwärtigen Fundlage beispielsweise von Friedemann Schrenk vertreten wird.

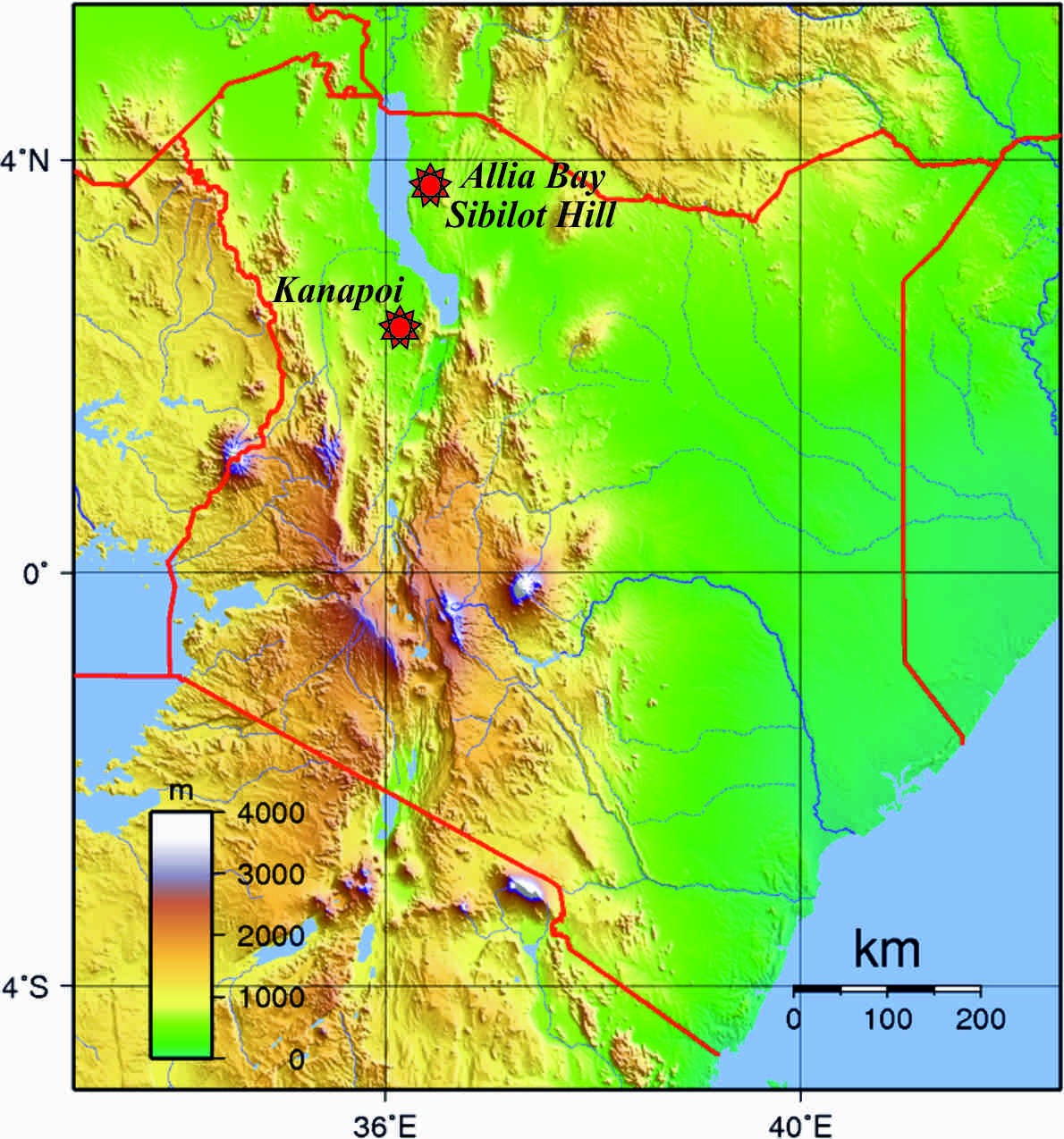
Lageplan der beiden Fundorte von Australopithecus anamensis am Turkana-See in Kenia

### Ernährung
Australopithecus anamensis unterscheidet sich deutlich vom älteren Ardipithecus ramidus, aber auch – speziell hinsichtlich des Baus der Zähne –  vom jüngeren Australopithecus afarensis. Sein Schädel ähnelt dem der Schimpansen, die Zahnreihen in Unterkiefer und Oberkiefer stehen fast parallel zueinander. Seine großen Eckzähne stehen schräg zur Kaufläche, und auch die Backenzähne sind recht groß, was auf den Verzehr relativ grober pflanzlicher Nahrung schließen lässt. 2013 erbrachte eine Isotopenanalyse der Zähne von Funden aus dem Turkana-Becken, dass Australopithecus anamensis einen hohen Anteil von relativ weichen C3-Pflanzen konsumierte, während Australopithecus afarensis primär C4-Pflanzen verzehrte. In einer 2019 publizierten Studie wurde der Anteil der C4-Pflanzen in der Nahrung von Australopithecus anamensis auf mindestens 15 Prozent geschätzt.

### Körperbau
Die Ansatzstellen von Muskeln, Sehnen und Bändern sowie die Krümmung und Orientierung der Gelenkflächen der Arme „sind am ehesten mit dem entsprechenden Knochen eines Orang-Utan zu vergleichen.“ Die „schimpansenähnliche Krümmung der Fingerknochen“ deutet darauf hin, dass Australopithecus anamensis häufig in Bäumen an Ästen hing oder auf den Fingerknöcheln (im Knöchelgang) ging. Auch die Form des Gesichts – die Nase deutlich hinter der Oberlippe – lässt auf ein Erscheinungsbild schließen, das einem Orang-Utan geähnelt haben könnte.
Der Paläoanthropologe Friedemann Schrenk beschreibt das Erscheinungsbild so:
„Während der Schädel eher menschaffenähnlich wirkt, ist der Bau der Extremitäten nur mit Mühe von dem des modernen Menschen zu unterscheiden. Im Gegensatz zur späteren Art Australopithecus afarensis war der aufrechte Gang bei dem früheren Australopithecus anamensis offenbar schon voll entwickelt. Für diese paradoxe Situation gibt es nur zwei Erklärungsmöglichkeiten: Entweder gehören die in Kanapoi gefundenen Oberschenkelknochen nicht zu Australopithecus anamensis oder Australopithecus anamensis ist kein direkter Vorfahre von Australopithecus afarensis. Im zweiten Fall eröffnet sich die höchst spannende Aussicht, dass die ersten Angehörigen der Gattung Homo vielleicht sogar direkt auf Australopithecus anamensis zurückzuführen sind.“

### Habitat
Ähnlich wie beim sehr viel älteren Sahelanthropus ließen Begleitfunde der zunächst entdeckten Individuen am Turkanasee (unter anderem von fossilen Antilopen, speziell von Kudus) darauf schließen, dass Australopithecus anamensis in einem Habitat lebte, das teils aus Buschland, teils aus Savanne bestand, typisch für so genannte Galeriewälder; es wurden keine Fossilien gefunden, die auf offene Wasserflächen schließen lassen.
Die Fundstücke aus der Afar-Region wurden von den Forschern um Tim White dahingehend gedeutet, dass Australopithecus anamensis in Bezug auf viele anatomische Merkmale zwischen Ardipithecus ramidus und Australopithecus afarensis stehe. Die relativ großen Zähne wurden auch bei diesen Funden als eine Anpassung an relativ harte Pflanzennahrung gedeutet, wie dies von einer zwar primär waldbewohnenden, zumindest aber am Rande einer Steppenlandschaft heimischen Art zu erwarten sei.

## Kritik
Die Zuordnung all dieser Funde zu einer einzigen Art ist umstritten, vor allem deshalb, weil Größe und Aussehen der Backenzähne sehr unterschiedlich sind und die Fossilien aus Äthiopien „unvollständig, abgenutzt und beschädigt“ sind; zudem stammen die äthiopischen Zahnfunde aus Oberkiefern und lassen sich deshalb nicht unmittelbar mit dem Holotypus (einem Unterkiefer) vergleichen. Nach Ansicht einiger Forscher sprechen die schimpansenartigen Prämolaren und die engen Gehörgänge dafür, die Fossilien der Gattung Ardipithecus zuzuordnen statt Australopithecus; die Orang-Utan-ähnliche Schnauze sei in Verbindung mit anderen ursprünglichen Merkmalen zudem möglicherweise ein Hinweis, dass die als Australopithecus anamensis bezeichneten Fossilien vor der Aufspaltung der Abstammungslinien der Hominini und der Schimpansen einzuordnen sind.
Selbst die 30 Fossilien aus der kenianischen Fundstelle Allia Bay wurden bislang nur „einstweilen“ mit denen 50 Fossilien vom Fundort des Holotypus in einer einzigen Art zusammengefasst.

## Belege
1. 1 2 3  Meave Leakey, Craig S. Feibel, Ian McDougall und Alan Walker: New four-million-year old hominid species from Kanapoi and Allia bay, Kenya. In: Nature. Band 376, 1995, S. 565–571, doi:10.1038/376565a0,Volltext (PDF). (Memento vom 22. Juli 2018 im Internet Archive)
2. ↑  Bernard Wood, Terry Harrison: The evolutionary context of the first hominins. In: Nature. Band 470, 2011, S. 347–352, doi:10.1038/nature09709.
3. ↑  William H. Kimbel, Charles A. Lockwood, Carol V. Ward, Meave Leakey, Yoel Rak und Donald Johanson: Was Australopithecus anamensis ancestral to A. afarensis? A case of anagenesis in the hominin fossil record. In: Journal of Human Evolution. Band 51, Nr. 2, 2006, S. 134–152, doi:10.1016/j.jhevol.2006.02.003.
4. ↑  Bryan Patterson und William W. Howells: Hominid Humeral Fragment from Early Pleistocene of Northwestern Kenya. In: Science. Band 156, Nr. 3771, 1967, S. 64–66, doi:10.1126/science.156.3771.64.
5. ↑  Katherine Coffing, Craig Feibel, Meave Leakey, Alan Walker: Four‐million‐year‐Old hominids from East Lake Turkana, Kenya. In: American Journal of Physical Anthropology. Band 93, Nr. 1, 1994, S. 55–65, doi:10.1002/ajpa.1330930104.
6. ↑  Meave G. Leakey, Craig S. Feibel, Ian McDougall, Carol Ward und Alan Walker: New specimens and confirmation of an early age for Australopithecus anamensis. In: Nature. Band 393, S. 62–66, 1998, doi:10.1038/29972.
7. ↑  Tim White et al.: Asa Issie, Aramis and the  origin of Australopithecus. In: Nature. Band 440, 2006, S. 883–889, doi:10.1038/nature04629, Volltext 
Neue Affenmenschen. Auf: heise.de vom 14. April 2006.
8. ↑  Yohannes Haile-Selassie et al.: A 3.8-million-year-old hominin cranium from Woranso-Mille, Ethiopia. In: Nature. 28. August 2019, doi:10.1038/s41586-019-1513-8
 Ein Gesicht für Lucys Ahnen. Auf: mpg.de vom 28. August 2019.
9. ↑  Jason E. Lewis, Carol V. Ward, William H. Kimbel, Casey L. Kidney, Frank H. Brown, Rhonda L. Quinn, John Rowan, Ignacio A. Lazagabaster, William J. Sanders, Meave G. Leakey, Louise N. Leakey: A 4.3-million-year-old Australopithecus anamensis mandible from Ileret, East Turkana, Kenya, and its paleoenvironmental context. In: Journal of Human Evolution. Band 194, 1. September 2024, ISSN 0047-2484, S. 103579, doi:10.1016/j.jhevol.2024.103579 (elsevier.com [abgerufen am 20. Dezember 2024]).
10. ↑  Thure E. Cerling et al.: Stable isotope-based diet reconstructions of Turkana Basin hominins. In: PNAS. Band 110, Nr. 26, 2013, S. 10501–10506, doi:10.1073/pnas.1222568110.
11. ↑  Rhonda L. Quinn: Isotopic equifinality and rethinking the diet of Australopithecus anamensis. In: American Journal of Physical Anthropology. Band 169, Nr. 3, 2019, S. 403–421, doi:10.1002/ajpa.23846.
12. ↑  Gary J. Sawyer, Viktor Deak: Der lange Weg zum Menschen. Lebensbilder aus 7 Millionen Jahren Evolution. Spektrum Akademischer Verlag, Heidelberg, 2008, S. 24–25, ISBN 978-3-82741915-6.
13. ↑  Friedemann Schrenk: Die Frühzeit des Menschen. Der Weg zum Homo sapiens. C.H. Beck, 1997, S. 44 f.
14. ↑  Gary J. Sawyer, Viktor Deak, Der lange Weg zum Menschen, S. 27–28.
15. ↑  Carol V. Ward, Meave G. Leakey und Alan Walker: Morphology of Australopithecus anamensis from Kanapoi and Allia Bay, Kenya. In: Journal of Human Evolution. Band 41, Nr. 4, 2001, S. 255–368, doi:10.1006/jhev.2001.0507, Volltext (PDF).